# Karel Kovanda
Karel Kovanda (* 5. října 1944, Gilsland, Velká Británie) je bývalý český diplomat. Do konce roku 2010 byl náměstkem generálního ředitele pro zahraniční vztahy u Evropské komise (Generální ředitelství pro vnější vztahy).

## Život
Vystudoval na Vysoké škole zemědělské (1969). V listopadu 1968 byl předsedou Akčního výboru pražských studentů, který řídil studentskou stávku. Na jaře 1969 byl zvolen předsedou Svazu vysokoškolských studentů Čech a Moravy. V roce 1970 emigroval do USA.
Tam vystudoval politologii, v roce 1975 doktoroval na MIT. V letech 1975–1977 vyučoval politologii v jižní Kalifornii, v letech 1977–1979 pracoval jako jazykový specialista v Rozhlase Peking. V roce 1985 dokončil MBA na kalifornské Pepperdine University a v osmdesátých letech byl manažerem v soukromém sektoru. Byl také novinářem, překladatelem a tlumočníkem na volné noze.
Po listopadu 1989 se v roce 1990 vrátil do Československa a nastoupil do státních služeb; v letech 1991–1993 byl vedoucím administrace na Ministerstvu zahraničních věcí ČSFR. Při přípravách rozdělení zahraniční služby měl na starosti personální rozčlenění československé diplomacie. V roce 1993 byl politickým ředitelem českého Ministerstva zahraničních věcí, odpovědným za vztahy s Evropou a Severní Amerikou. V letech 1993–1997 byl velvyslancem ČR u OSN, kde v letech 1994 a 1995 zastupoval Českou republiku v její Radě bezpečnosti. Tam se prosazoval zejména v problematice genocidy ve Rwandě, za což ho rwandský president Paul Kagame v roce 2010 vyznamenal medailí Umurinzi – Kampaň proti genocidě. Pro rok 1997 byl předsedou ekonomické a sociální rady OSN.
V letech 1997–1998 byl náměstkem ministra zahraničí (ve druhé Klausově vládě), jako takový vedl přístupová jednáni k NATO. V letech 1998–2005 působil jako velvyslanec ČR u NATO. S přihlédnutím k této práci ho v roce 2020 vyznamenal ministr zahraničí Tomáš Petříček medailí Za zásluhy o diplomacii.
Od dubna 2005 byl, na základě konkurzu, náměstkem generálního ředitele pro zahraniční vztahy u Evropské komise, kde byl odpovědný za multilaterální vztahy Evropské unie se Severní Amerikou, východní Asií, Austrálií, Novým Zélandem a státy Evropského hospodářského prostoru (Norsko, Island a Lichtenštejnsko), dále za vztahy s multilaterálními organizacemi jako OSN či OBSE a za koncepci společné zahraniční, bezpečnostní a obranné politiky EU. V roce 2007 byl za Evropskou komisi také předsedou „Kimberley Process“.
Od svého odchodu do důchodu působí Kovanda jako konzultant v Bruselu.
Hovoří anglicky, česky, francouzsky, slovensky, španělsky a konverzačně německy a rusky. Je ženatý, s manželkou Noemi mají tři děti.